# El Murr (rodzina)
El Murr lub Al Murr – wpływowa, prawosławna rodzina libańska z dystryktu Al-Matin. Podobnie brzmiące nazwisko Murr występuje także wśród osób narodowości niemieckiej oraz pochodzących ze Szkocji.

## Przedstawiciele
- Michel Murr[3] – przedsiębiorca i polityk libański, były minister spraw wewnętrznych, obecnie członek Zgromadzenia Narodowego.
- Gabriel Murr[4] – brat Michela, przedsiębiorca i polityk libański, były deputowany do Zgromadzenia Narodowego[5], właściciel libańskiej stacji telewizyjnej Murr Television-MTV Lebanon[6].
- Elias Murr[7] – syn Michela, wicepremier i minister obrony, zięć byłego prezydenta Emila Lahuda.
- Mirna Murr[8]  – córka Michela, była żona zamordowanego publicysty Dżubrana Tueniego, matka  deputowanej do libańskiego parlamentu, Nayli Tueni-Maktabi[9].
- Michel Gabriel Murr – syn Gabriela Murra, prezes stacji telewizyjnej MTV Lebanon[10].